# Kelly Rutherford
Kelly Rutherford Deane (Elizabethtown, 6 november 1968) is een Amerikaans actrice.
Rutherford maakte in 1987 haar televisiedebuut met een rol in de soapserie Loving. Ze kreeg in 1989 ook een rol in de soapserie Generations. Ook was ze in het seizoen 1992–1993 te zien in de dramaserie Homefront. Een jaar later vervulde ze een bijrol in I Love Trouble (1994), tegenover Julia Roberts en Nick Nolte.
Rutherford staat voornamelijk bekend voor haar rol in de soapserie Melrose Place, waarin ze van 1996 tot en met 1999 was te zien. Na een kleine rol in Scream 3 (2000), kreeg ze ook vaste rollen in de kortdurende televisieseries Threat Matrix en E-Ring. Daarnaast speelde ze de rol van Lily van der Woodsen in de populaire tienerdrama Gossip Girl.